# Parker (Dakota del Sur)
Parker es una ciudad ubicada en el condado de Turner en el estado estadounidense de Dakota del Sur. En el Censo de 2010 tenía una población de 1.022 habitantes y una densidad poblacional de 342,23 personas por km².

## Geografía
Parker se encuentra ubicada en las coordenadas 43°23′52″N 97°8′1″O / 43.39778, -97.13361. Según la Oficina del Censo de los Estados Unidos, Parker tiene una superficie total de 2.99 km², de la cual 2.99 km² corresponden a tierra firme y (0%) 0 km² es agua.

## Demografía
Según el censo de 2010, había 1.022 personas residiendo en Parker. La densidad de población era de 342,23 hab./km². De los 1.022 habitantes, Parker estaba compuesto por el 97.06% blancos, el 0.29% eran afroamericanos, el 0.59% eran amerindios, el 0.1% eran asiáticos, el 0.2% eran isleños del Pacífico, el 0% eran de otras razas y el 1.76% pertenecían a dos o más razas. Del total de la población el 1.96% eran hispanos o latinos de cualquier raza.